# Trichadenotecnum alexanderae
Trichadenotecnum alexanderae är en insektsart som beskrevs av Sommerman 1948. Trichadenotecnum alexanderae ingår i släktet Trichadenotecnum och familjen storstövsländor. Inga underarter finns listade i Catalogue of Life.